# Scheidsrechtersstoel

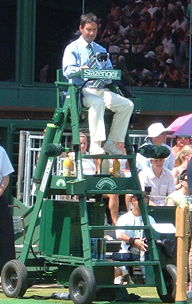
Een mobiele scheidsrechtersstoel op Wimbledon

Een scheidsrechtersstoel is een verhoogde stoel die gebruikt wordt door een scheidsrechter bij onder meer tennis. Deze verhoogde stoel stelt de scheidsrechter in staat een goed overzicht te hebben om het spel te kunnen leiden. Meestal is de stoel van aluminium gemaakt en heeft een aantal traptreden om boven in de zitschelp te komen. Aan de achterkant van de zitschelp zit meestal een extra aluminium schoor voor meer stabiliteit van de stoel en de rugleuning. Naast vaste scheidsrechtersstoelen bestaan er ook mobiele scheidsrechterstoelen met wielen waarbij de scheidsrechter zich kan verplaatsen.  
Naast tennis wordt een scheidsrechtersstoel ook bijvoorbeeld gebruikt door een badmeester in een zwembad om toezicht te houden en bij een duiktoren om het duiken of springen te coördineren of in een televisieprogramma zoals Tweekamp.